# ヴァイオリン協奏曲 (モーラン)
ヴァイオリン協奏曲ニ長調は、イギリスの作曲家、アーネスト・ジョン・モーランによって作曲された唯一のヴァイオリン協奏曲である。

## 作曲の経緯
交響曲ト短調の姉妹作として1938年に着手され、1941年に完成した。

## 初演
1942年7月、BBCプロムスにおいてアーサー・カッターラル独奏、ヘンリー・ウッド指揮、BBC交響楽団により初演された。

## 編成
独奏ヴァイオリン、フルート2、オーボエ2、クラリネット2、ファゴット2、ホルン4、トランペット2、トロンボーン3、ティンパニ、ハープ、弦5部

## 作品の内容
非常に悲劇的な交響曲ト短調とは対照的に、穏やかで平和な曲調である。やはりアイルランドの民族音楽の影響の強い旋律が多く、美しい作品である。

### 第1楽章 Allegro moderato
ト長調。弦楽の美しい和音で開始され、ヴァイオリン独奏がすぐに息の長い第1主題を奏し始める。オーケストラとの対話がしばらく続き、低弦の響きの上でカデンツァが始まる。かなり長いカデンツァが終わると再びオーケストラも加わり、やがて木管群の先導で舞曲的な主題が登場する。しかしこれはすぐに途切れ、ヴァイオリンは第1主題の変奏を始める。やや薄暗い響きとなり、一度静かになるとヴァイオリンがたっぷりと歌い、木管の和音に弦楽器がピッツィカートで応え、ひっそりと曲を閉じる。

### 第2楽章 Rondo:Vivace
ニ長調。弦楽器がリズムを刻み始め、木管が上行音形を吹き、金管も加勢して盛り上がり、ヴァイオリン独奏が舞曲を奏し始める。舞曲が一通り終わると今度は甘い旋律をヴァイオリンが出し、木管と絡み合う。ハープが寄り添う。このあとは舞曲と緩やかな旋律が交互に現れ、やや派手に変奏されてゆく。最後はニ長調で勢いよく曲を閉じる。

### 第3楽章 Lento
嬰ヘ短調ーニ長調。弦楽器の和音で始まり、ヴァイオリン独奏が浮遊する旋律を弾く。続いて、クラリネットのカデンツァが入る。ヴァイオリンが応える。弦楽が悲痛に盛り上がり、再びヴァイオリンに冒頭の旋律が登場し、ハ短調で一つの頂点を形成する。続いてやや明るい旋律がヴァイオリンに現れ、弦楽に受け渡される。後半はこの旋律を軸にして流れてゆき、木管とヴァイオリンが対話する。最後はニ長調主和音が鳴り渡り、ディミヌエンドして静かに消えてゆく。

## 録音
複数の録音が存在する。
- アルバート・サモンズ独奏、エイドリアン・ボールト指揮、BBC交響楽団。(Symposium B00000I06I)
- リディア・モルドコヴィチ独奏、ヴァーノン・ハンドリー指揮、アルスター管弦楽団。(Chandos B00013BOF6)
- タスミン・リトル独奏、アンドリュー・デイヴィス指揮、BBCフィルハーモニック。(Chandos CHAN10796)